# Мальчишник по-ирландски
«Мальчи́шник по-ирла́ндски» (англ. The Stag или англ. The Bachelor Weekend) — дебютная кинокомедия режиссёра Джона Батлера, вышедшая в 2013 году.

## Сюжет
Финон (Хью О’Конор) и Рут (Эми Хубермэн) вовсю занимаются подготовкой к предстоящей свадьбе. Помешавшийся на торжестве Финон совсем забывает о праздновании своего мальчишника. Рут просит лучшего друга Финона — Дэвина (Эндрю Скотт) организовать мальчишник в традиционном ирландском стиле, а именно, отправиться в поход в глухой лес. Компания лучших друзей жениха начинает готовиться к походу. Но Рут просит взять на мальчишник своего брата по кличке Машина, который является настоящим психом, и постоянно находит неприятности на свою голову. Невеста надеется, что в походе брат и Финон лучше узнают друг друга и подружатся. А Финон со своими друзьями в это время всячески пытаются избавиться от Машины, утверждая, что едут в паломничество, где будет холодно, скучно и влажно. Компания, радуясь, что они решили проблему с братом, едут на запад Ирландии, откуда хотят отправиться в поход. Вопреки ожиданиям героев, Машина узнаёт адрес, где остановились ребята.
Несмотря на отсутствие алкоголя, денег и Вегаса, с ребятами происходят невероятные приключения, которые они запомнят на всю жизнь. Приятная атмосфера в фильме, красивая природа, ирландский юмор и немного драмы — вот что привлекает в этом фильме!

## Актеры
- Эндрю Скотт — Дэвин
- Хью О’Конор — Финон
- Питер Макдональд — Машина (Ричард)
- Брин Глисон — Саймон
- Эндрю Беннет — Большой Кевин
- Майкл Легг — Малый Кевин
- Эми Хуберман — Рут

## Релиз
После включения в состав кинофестиваля в Торонто в сентябре 2013 года, фильм был выпущен в Ирландии 7 марта 2014 года и 14 марта в Великобритании. Премьера в США состоялась в апреле 2014 года на кинофестивале Tribeca. В США фильм вышел под названием The Bachelor Weekend.

## Критика
На сайте Rotten Tomatoes фильм имеет рейтинг 81 % на основе 27 рецензий со средним баллом 6.1. На сайте Metacritic фильм имеет оценку 57 из 100 на основе 6 рецензий критиков, что соответствует статусу «смешанные или средние отзывы».
Марк Кермод дал фильму 3 из 5 звёзд.
Райан Макнейл описал его как «неожиданная драгоценная жемчужина» с «наиболее честной отдачей, которую вы хотели бы увидеть, и больше логики, чувств и мужества, чем в любых других знаменитых голливудских комедиях».

## Награды
Мальчишник по-ирландски был номинирован на лучший ирландский фильм на «11th Irish Film & Television Awards».